# اگیرپالی
اگیرپالی (به انگلیسی: Agiripalli) یک منطقهٔ مسکونی در هند است که در آندرا پرادش واقع شده‌است.

## خصوصیات
اگیرپالی ۵۷ متر بالاتر از سطح دریا واقع شده‌است.